# Thymallus tugarinae
Thymallus tugarinae és una espècie de peix de la família dels salmònids i de l'ordre dels salmoniformes.

## Morfologia
- Els mascles poden assolir 25,5 cm de longitud total.
- Nombre de vèrtebres: 49-55.[4]

## Hàbitat
És un peix d'aigua dolça, de clima temperat i pelàgic.

## Distribució geogràfica
Es troba a la conca del riu Amur (Rússia).

## Observacions
És inofensiu per als humans.